# Paradidactylia edithae
Paradidactylia edithae är en skalbaggsart som beskrevs av S. Endrödi 1964. Paradidactylia edithae ingår i släktet Paradidactylia och familjen Aphodiidae. Inga underarter finns listade i Catalogue of Life.